# Арику Борд
Арику Борд (фр. Arricau-Bordes) насеље је и општина у југозападној Француској у региону Аквитанија, у департману Атлантски Пиринеји која припада префектури По.
По подацима из 2011. године у општини је живело 104 становника, а густина насељености је износила 12,84 становника/km². Општина се простире на површини од 8 km². Налази се на средњој надморској висини од 284 метара (максималној 299 m, а минималној 140 m).

## Демографија
| 1962. | 1968. | 1975. | 1982. | 1990. | 1999. | 2011. |
| ----- | ----- | ----- | ----- | ----- | ----- | ----- |
| 139   | 124   | 126   | 105   | 102   | 105   | 104   |

График промене броја становника у току последњих година